# Darr River
Darr River är ett vattendrag i Australien. Det ligger i delstaten Queensland, omkring 1 000 kilometer nordväst om delstatshuvudstaden Brisbane.
Omgivningarna runt Darr River är i huvudsak ett öppet busklandskap. Trakten runt Darr River är nära nog obefolkad, med mindre än två invånare per kvadratkilometer. Genomsnittlig årsnederbörd är 365 millimeter. Den regnigaste månaden är februari, med i genomsnitt 95 mm nederbörd, och den torraste är september, med 5 mm nederbörd.